# AFL - Division III 2023
La AFL Division III 2023 è la 12ª edizione del campionato di football americano di quarto livello, organizzato dalla AFBÖ.

## Squadre partecipanti
| Club                   | Città             | Stadio | Sponsor ufficiale | Risultato nella stagione 2022 |
| ---------------------- | ----------------- | ------ | ----------------- | ----------------------------- |
| AFC Grizzlies          | Stockerau         |        |                   |                               |
| Black Valley Wild      | Payerbach         |        |                   |                               |
| Goldwörth Raccoons     | Goldwörth         |        |                   |                               |
| Klosterneuburg Broncos | Klosterneuburg    |        |                   |                               |
| Mostviertel Bastards   | Ybbs an der Donau |        | [bm:wansch]       |                               |
| Predators Steyr        | Steyr             |        |                   |                               |
| Styrian Panthers       | Hönigsberg        |        |                   |                               |
| Telfs Patriots 2       | Telfs             |        |                   |                               |
| Tirol Raiders 2        | Innsbruck         |        |                   |                               |
| Vienna Vikings 2       | Vienna            |        | Dacia             |                               |

## Stagione regolare

### Calendario

#### 1ª giornata
| Vienna 25 marzo 2023, ore 14:00 | Vienna Vikings 2 | 38 – 0 (17-0 14-0 7-0 0-0) referto | Klosterneuburg Broncos | Sportzentrum Ravelin |

| Goldwörth 25 marzo 2023, ore 14:00 | Goldwörth Raccoons | 18 – 21 (6-0 6-7 0-14 6-0) referto | Mostviertel Bastards | Fußballplatz SV Goldwörth |

| Telfs 25 marzo 2023, ore 14:00 | Telfs Patriots 2 | 6 – 46 (0-13 0-27 0-6 6-0) referto | Predators Steyr | Sportzentrum Telfs (300 spett.) |

#### 2ª giornata
| Gloggnitz 2 aprile 2023, ore 14:30 | Black Valley Wild | 0 – 7 (0-7 0-0 0-0 0-0) referto | AFC Grizzlies | ASK Payerbach-Schlöglmühl |

#### 3ª giornata
| Stockerau 8 aprile 2023, ore 15:30 | AFC Grizzlies | 103 – 0 (48-0 28-0 6-0 21-0) referto | Styrian Panthers | Stadion Alte Au |

| Klosterneuburg 8 aprile 2023, ore 16:00 | Klosterneuburg Broncos | 6 – 16 (0-0 0-16 0-0 6-0) referto | Black Valley Wild | Broncos Field |

| Sarling 9 aprile 2023, ore 14:00 | Mostviertel Bastards | 30 – 0 (30-0 0-0 0-0 0-0) referto | Telfs Patriots 2 | Danube-Field |

| Innsbruck 10 aprile 2023, ore 13:00 | Tirol Raiders 2 | 17 – 14 (0-0 10-7 7-7 0-0) referto | Goldwörth Raccoons | Football Bundes Leistungs Zentrum (530 spett.) |

#### 4ª giornata
| Steyr 15 aprile 2023, ore 14:00 | Predators Steyr | 33 – 0 (7-0 15-0 3-0 8-0) referto | Mostviertel Bastards | LAC Steyr (250 spett.) |

| Gloggnitz 15 aprile 2023, ore 16:00 | Black Valley Wild | 14 – 16 (0-0 0-3 0-0 14-13) referto | Vienna Vikings 2 | ASK Payerbach-Schlöglmühl |

#### Recuperi 1
| Telfs 22 aprile 2023, ore 12:00 | Telfs Patriots 2 | 14 – 20 (7-7 0-7 0-6 7-0) referto | Tirol Raiders 2 | Sportzentrum Telfs |

| Klosterneuburg 23 aprile 2023, ore 15:00 | Klosterneuburg Broncos | 64 – 0 (15-0 14-0 21-0 14-0) referto | Styrian Panthers | Broncos Field |

#### 5ª giornata
| Vienna 29 aprile 2023, ore 12:00 | Vienna Vikings 2 | 35 – 0 (a tavolino) referto | Styrian Panthers | Sportzentrum Ravelin |

| Innsbruck 29 aprile 2023, ore 15:00 | Tirol Raiders 2 | 0 – 13 (0-0 0-13 0-0 0-0) referto | Predators Steyr | Football Bundes Leistungs Zentrum |

| Goldwörth 29 aprile 2023, ore 15:30 | Goldwörth Raccoons | 56 – 6 referto | Telfs Patriots 2 | Fußballplatz SV Goldwörth |

| Klosterneuburg 29 aprile 2023, ore 16:00 | Klosterneuburg Broncos | 0 – 20 (0-10 0-7 0-0 0-3) referto | AFC Grizzlies | Broncos Field |

#### 6ª giornata
| Steyr 6 maggio 2023, ore 14:00 | Predators Steyr | 36 – 7 (7-0 13-0 9-7 7-0) referto | Goldwörth Raccoons | LAC Steyr |

| Vienna 6 maggio 2023, ore 16:00 | Vienna Vikings 2 | 9 – 3 (3-0 0-0 0-0 6-3) referto | AFC Grizzlies | Sportzentrum Ravelin |

| Sarling 7 maggio 2023, ore 14:00 | Mostviertel Bastards | 13 – 14 (7-0 0-0 0-14 6-0) referto | Tirol Raiders 2 | Danube-Field |

| Mürzzuschlag 7 maggio 2023, ore 15:00 | Styrian Panthers | 0 – 63 (0-27 0-15 0-7 0-14) referto | Black Valley Wild | Freisportanlage Knappenhof |

#### 7ª giornata
| Stockerau 20 maggio 2023, ore 15:30 | AFC Grizzlies | 13 – 14 (7-0 0-0 0-8 6-6) referto | Vienna Vikings 2 | Stadion Alte Au |

| Goldwörth 20 maggio 2023, ore 15:30 | Goldwörth Raccoons | 0 – 36 (0-10 0-19 0-7 0-0) referto | Predators Steyr | Fußballplatz SV Goldwörth |

| Gloggnitz 20 maggio 2023, ore 16:00 | Black Valley Wild | 86 – 0 referto | Styrian Panthers | ASK Payerbach-Schlöglmühl |

| Innsbruck 21 maggio 2023, ore 12:00 | Tirol Raiders 2 | 21 – 7 (7-0 14-0 0-0 0-7) referto | Mostviertel Bastards | Football Bundes Leistungs Zentrum |

#### 8ª giornata
| Steyr 27 maggio 2023, ore 14:00 | Predators Steyr | 14 – 0 (0-0 0-0 7-0 7-0) referto | Tirol Raiders 2 | LAC Steyr |

| Telfs 27 maggio 2023, ore 16:00 | Telfs Patriots 2 | 0 – 35 (a tavolino) referto | Goldwörth Raccoons | Sportzentrum Telfs |

| Stockerau 27 maggio 2023, ore 18:30 | AFC Grizzlies | 17 – 7 (0-0 10-0 0-7 7-0) referto | Klosterneuburg Broncos | Stadion Alte Au (600 spett.) |

| Mürzzuschlag 28 maggio 2023, ore 15:00 | Styrian Panthers | 0 – 48 (0-7 0-28 0-13 0-0) referto | Vienna Vikings 2 | Freisportanlage Knappenhof |

#### 9ª giornata
| Mürzzuschlag 10 giugno 2023, ore 15:00 | Styrian Panthers | 0 – 40 (0-13 0-10 0-3 0-14) referto | Klosterneuburg Broncos | Freisportanlage Knappenhof |

| Sarling 10 giugno 2023, ore 16:00 | Mostviertel Bastards | 30 – 56 (7-28 10-7 7-7 6-14) referto | Predators Steyr | Danube-Field |

| Vienna 10 giugno 2023, ore 17:00 | Vienna Vikings 2 | 28 – 0 referto | Black Valley Wild | Sportzentrum Ravelin |

| Innsbruck 10 giugno 2023, ore 18:00 | Tirol Raiders 2 | 36 – 0 (7-0 13-0 16-0 0-0) referto | Telfs Patriots 2 | Football Bundes Leistungs Zentrum |

#### 10ª giornata
| Telfs 17 giugno 2023, ore 12:00 | Telfs Patriots 2 | 0 – 35 (a tavolino) referto | Mostviertel Bastards | Sportzentrum Telfs |

| Mürzzuschlag 17 giugno 2023, ore 15:00 | Styrian Panthers | 0 – 50 (0-0 0-23 0-16 0-11) referto | AFC Grizzlies | Freisportanlage Knappenhof |

| Goldwörth 17 giugno 2023, ore 15:30 | Goldwörth Raccoons | 28 – 9 (6-3 3-0 12-0 7-6) referto | Tirol Raiders 2 | Fußballplatz SV Goldwörth |

| Gloggnitz 17 giugno 2023, ore 16:00 | Black Valley Wild | 42 – 0 (7-0 14-0 14-0 7-0) referto | Klosterneuburg Broncos | ASK Payerbach-Schlöglmühl (500 spett.) |

#### 11ª giornata
| Steyr 24 giugno 2023, ore 14:00 | Predators Steyr | 35 – 0 (a tavolino) referto | Telfs Patriots 2 | LAC Steyr |

| Klosterneuburg 24 giugno 2023, ore 16:00 | Klosterneuburg Broncos | 0 – 35 (a tavolino) referto | Vienna Vikings 2 | Broncos Field |

| Sarling 25 giugno 2023, ore 15:00 | Mostviertel Bastards | 27 – 32 (0-6 7-6 20-14 0-6) referto | Goldwörth Raccoons | Danube-Field |

| Stockerau 25 giugno 2023, ore 15:30 | AFC Grizzlies | 19 – 7 (0-0 10-0 2-0 7-7) referto | Black Valley Wild | Stadion Alte Au |

### Classifiche
Le classifiche della regular season sono le seguenti:
- PCT = percentuale di vittorie, G = partite giocate, V = partite vinte,  P = partite perse, PF = punti fatti, PS = punti subiti

#### Conference A
| Pos. | Squadra                | PCT   | G | V | N | P | PF  | PS  |
| ---- | ---------------------- | ----- | - | - | - | - | --- | --- |
| 1    | Vienna Vikings 2       | 1.000 | 8 | 8 | 0 | 0 | 223 | 30  |
| 2    | AFC Grizzlies          | .750  | 8 | 6 | 0 | 2 | 232 | 37  |
| 3    | Black Valley Wild      | .500  | 8 | 4 | 0 | 4 | 228 | 76  |
| 4    | Klosterneuburg Broncos | .250  | 8 | 2 | 0 | 6 | 117 | 168 |
| 5    | Styrian Panthers       | .000  | 8 | 0 | 0 | 8 | 0   | 489 |

#### Conference B
| Pos. | Squadra              | PCT   | G | V | N | P | PF  | PS  |
| ---- | -------------------- | ----- | - | - | - | - | --- | --- |
| 1    | Predators Steyr      | 1.000 | 8 | 8 | 0 | 0 | 269 | 43  |
| 2    | Tirol Raiders 2      | .625  | 8 | 5 | 0 | 3 | 117 | 103 |
| 3    | Goldwörth Raccoons   | .500  | 8 | 4 | 0 | 4 | 190 | 152 |
| 4    | Mostviertel Bastards | .375  | 8 | 3 | 0 | 5 | 163 | 174 |
| 5    | Telfs Patriots 2     | .000  | 8 | 0 | 0 | 8 | 26  | 293 |

## Playoff

### Tabellone
|  | Semifinali | Semifinali       | Semifinali |               |    | XIX Challenge Bowl | XIX Challenge Bowl | XIX Challenge Bowl |  |
|  |            |                  |            |               |    |                    |                    |                    |  |
|  | 1A         | Vienna Vikings 2 | 50         |               |    |                    |                    |                    |  |
|  | 1A         | Vienna Vikings 2 | 50         |               |    |                    |                    |                    |  |
|  | 2B         | Tirol Raiders 2  | 7          |               |    |                    |                    |                    |  |
|  | 2B         | Tirol Raiders 2  | 7          |               | 1A | Vienna Vikings 2   | 21                 |                    |  |
|  |            |                  |            |               | 1A | Vienna Vikings 2   | 21                 |                    |  |
|  |            |                  | 2A         | AFC Grizzlies | 7  |                    |                    |                    |  |
|  | 1B         | Predators Steyr  | 2A         | AFC Grizzlies | 7  | 3                  |                    |                    |  |
|  | 1B         | Predators Steyr  |            |               |    |                    |                    |                    |  |
|  | 2A         | AFC Grizzlies    | 24         |               |    |                    |                    |                    |  |

### Semifinali
| Steyr 8 luglio 2023, ore 14:00 | Predators Steyr | 3 – 24 (0-3 3-0 0-0 0-21) referto | AFC Grizzlies | LAC Steyr |

| Vienna 8 luglio 2023, ore 18:00 | Vienna Vikings 2 | 50 – 7 (6-0 18-0 13-7 13-0) referto | Tirol Raiders 2 | Sportzentrum Ravelin |

### XIX Challenge Bowl
| Stockerau 22 luglio 2023, ore 18:30 | Vienna Vikings 2 | 21 – 7 (0-7 0-0 7-0 14-0) referto | AFC Grizzlies | Stadion Alte Au |

## Verdetti
- Vienna Vikings 2 Vincitori dell'AFL Division III 2023